# Jaskinia Ciemna
Jaskinia Ciemna, nazývaná také Jaskinia Ojcowska, česky Temná/Tmavá jeskyně, je krasová jeskyně v Ojcowském národním parku patřící k vesnici Ojców ve gmině Skała v okrese Krakov v Malopolském vojvodství v jižním Polsku. Jeskyně se nachází ve vápencové stěně hory Koronna nad řekou Prądnik v kaňonu Dolina Prądnika na vysočině Wyżyna Olkuska (Olkušská vysočina), která je součástí Krakovsko-čenstochovské jury (Wyżyna Krakowsko-Częstochowska).

## Popis jeskyně
Jeskyně vznikla vypreparováním krasovými a erozivními jevy ve vápencovém skalisku, které vzniklo jako pozůstatek pravěkého moře. Jeskyně je asi 65 m nad dnem Doliny Prądnika. Ve střední části jeskyně jsou stalagmity a stalaktity. V jeskyni přebývá 7 druhů netopýrů. Délka jeskyně je asi 209 m a část stropu jeskyně je propadlý. V roce 2004 byl před jeskyní postaven vyhlídkový most a informační tabule a provedena rekonstrukce tábora neandrtálců.

## Historie a archeologie
Nejstarší písemné zprávy o jeskyni pocházejí z roku 1691. ‎Dne 4. července 1787 navštívil jeskyni také polský král Stanislav II. August Poniatowski‎, který si zde vyslechl koncert. V jeskyni byly nalezeny stopy po osídlení neandertálským člověkem a současným člověkem z doby kamenné a četné nálezy nástrojů a kostí a zubů lidí i pravěkých zvířat. Díky své výjimečnosti a archeologickým nálezům byla již v roce 1924 prohlášena památnou jeskyní.

## Další informace
Jeskyně není volně přístupná. Prohlídky s průvodcem jsou možné jen v turistické sezóně. Vstupné je zpoplatněno. Prohlídka trvá cca 20 minut.
Na protější straně Doliny Prądnika se nachází populární skalní útvar Krakovská brána.

## Galerie

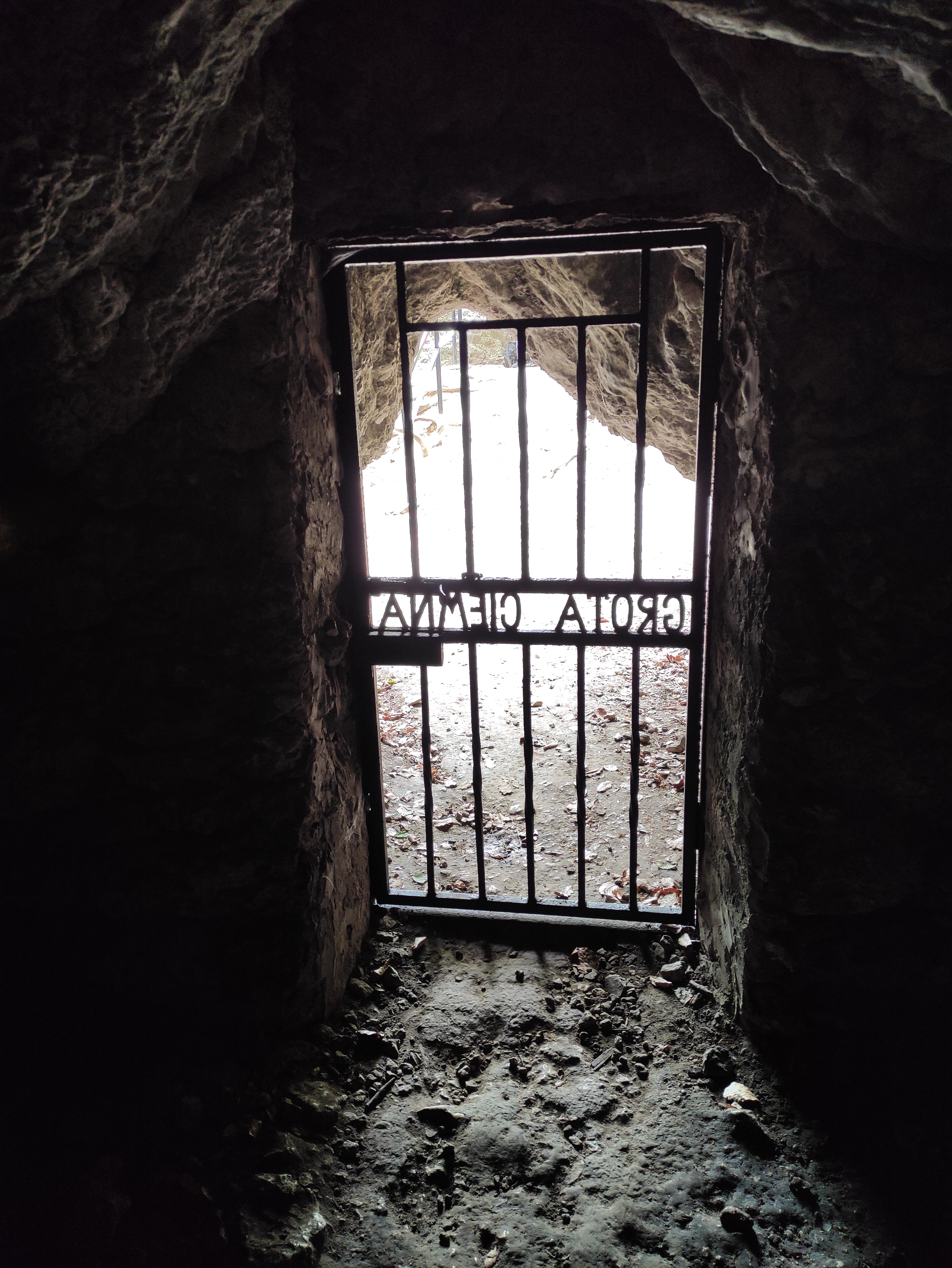
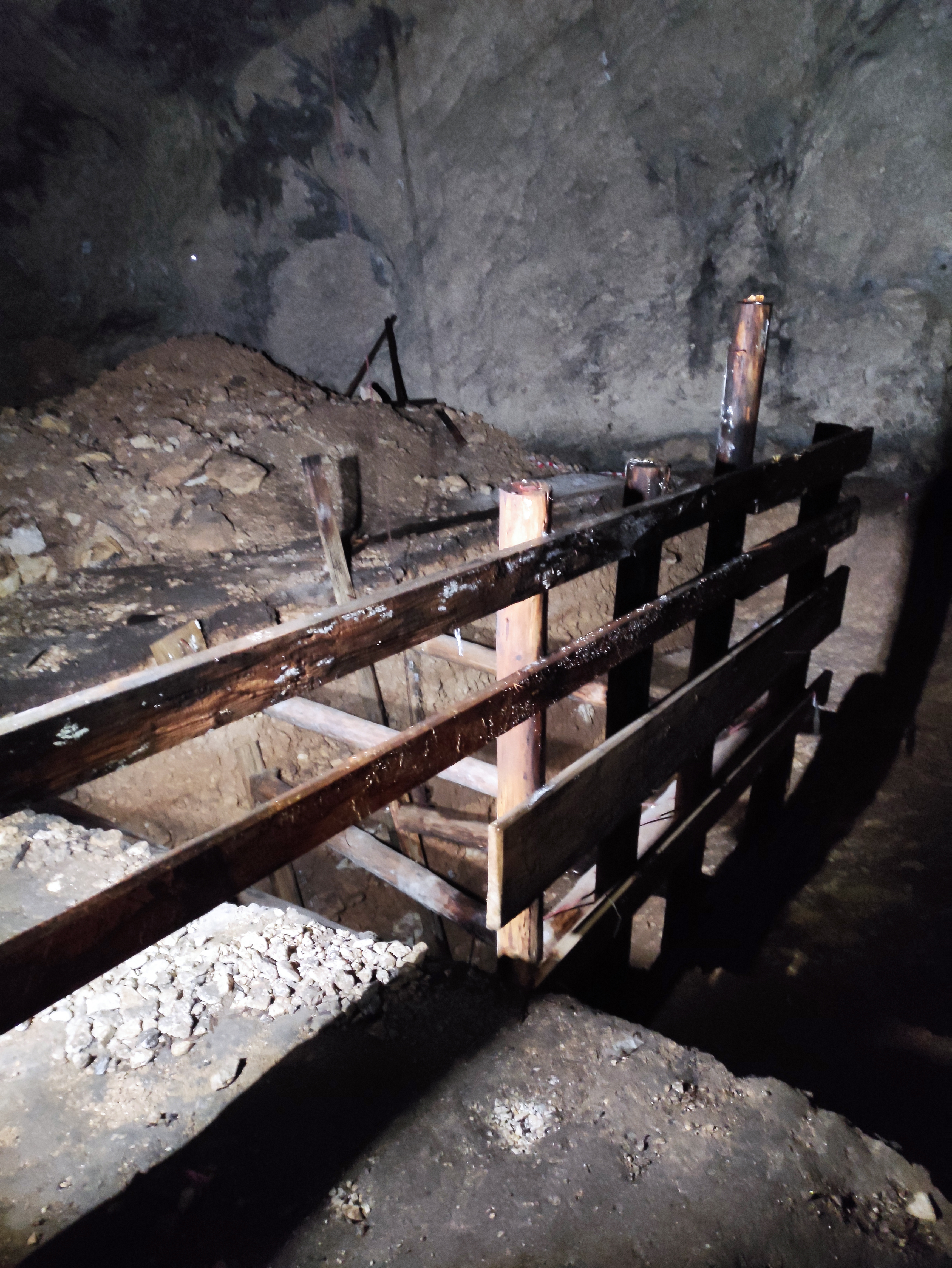
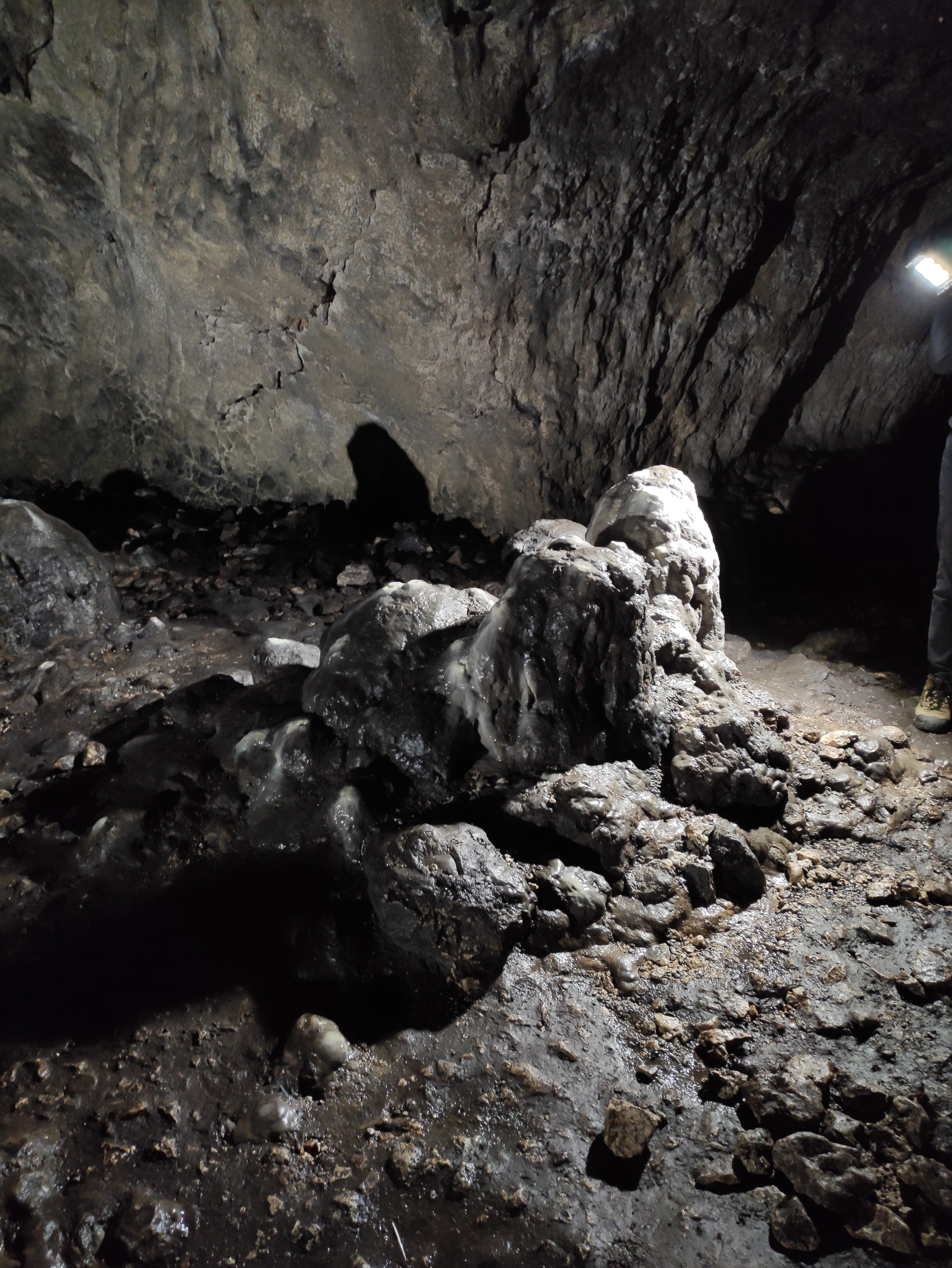
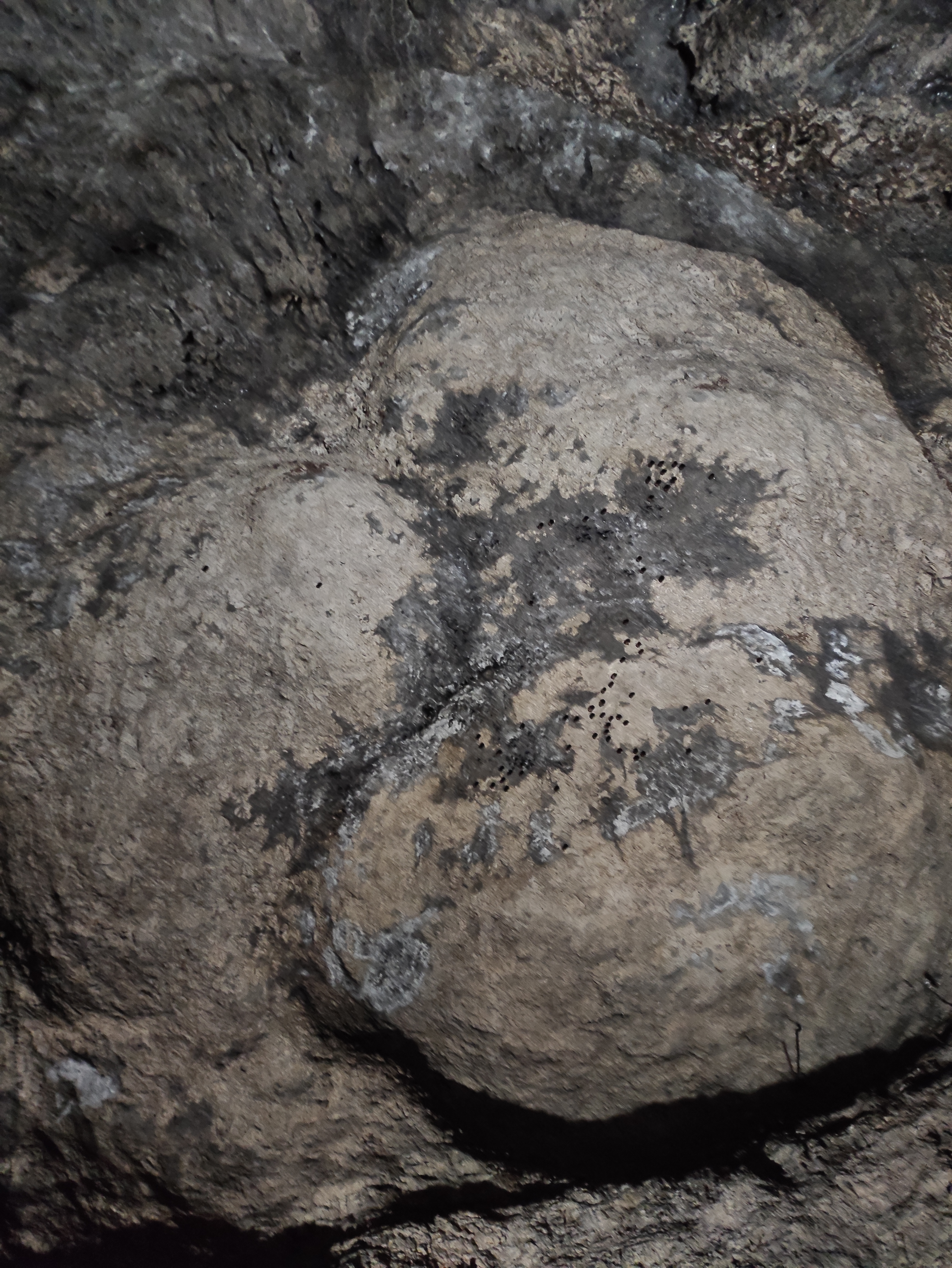
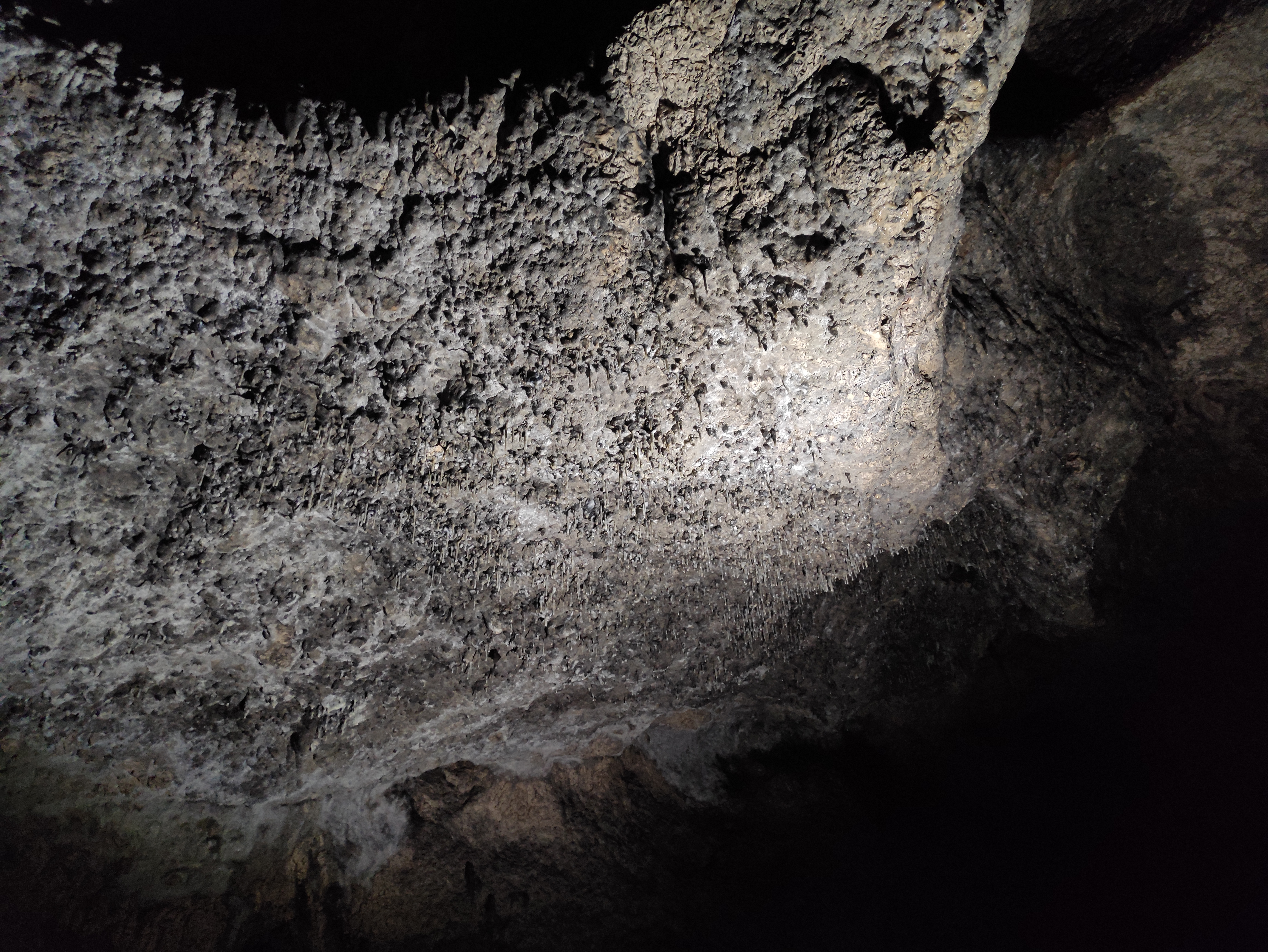
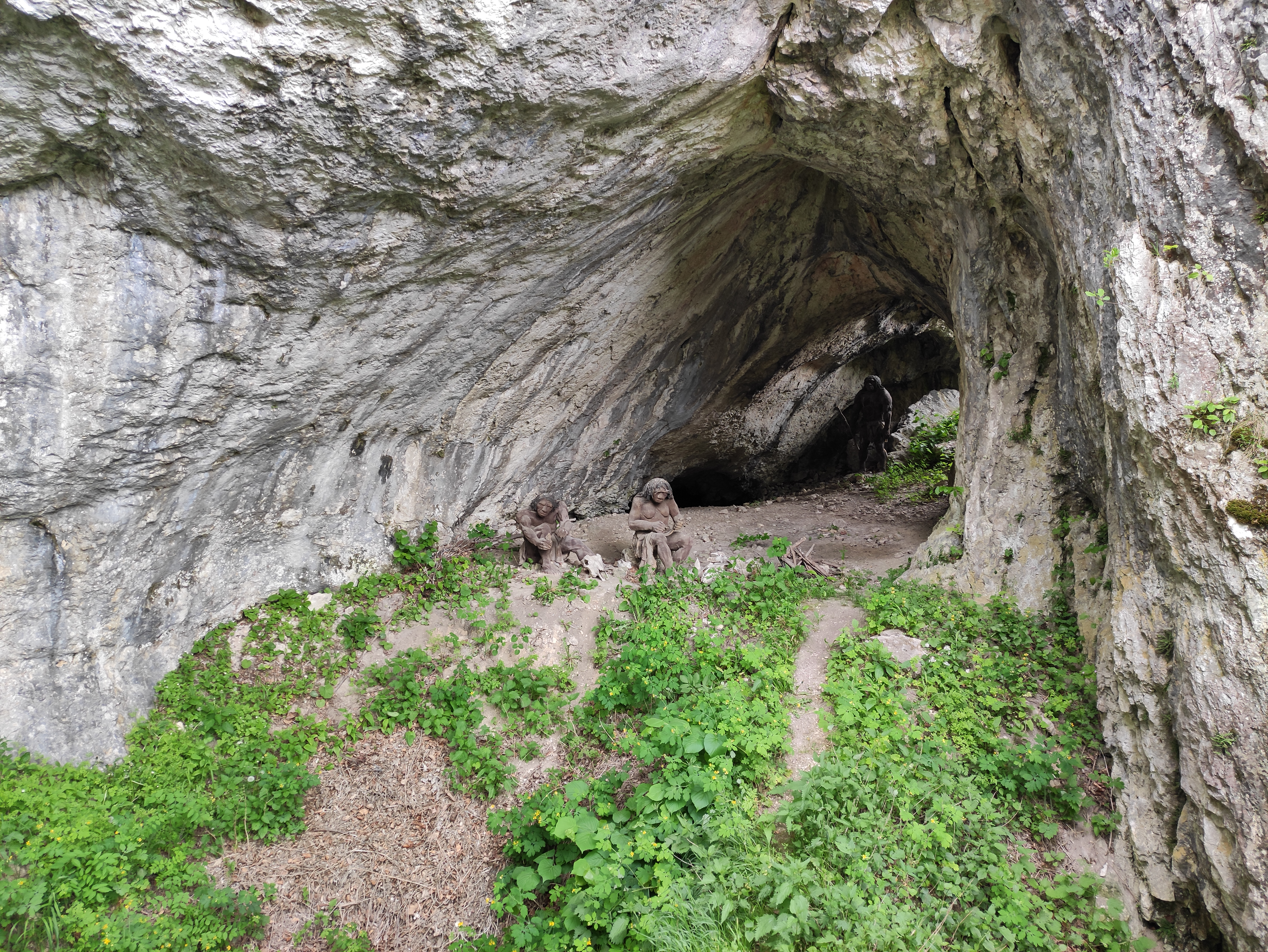
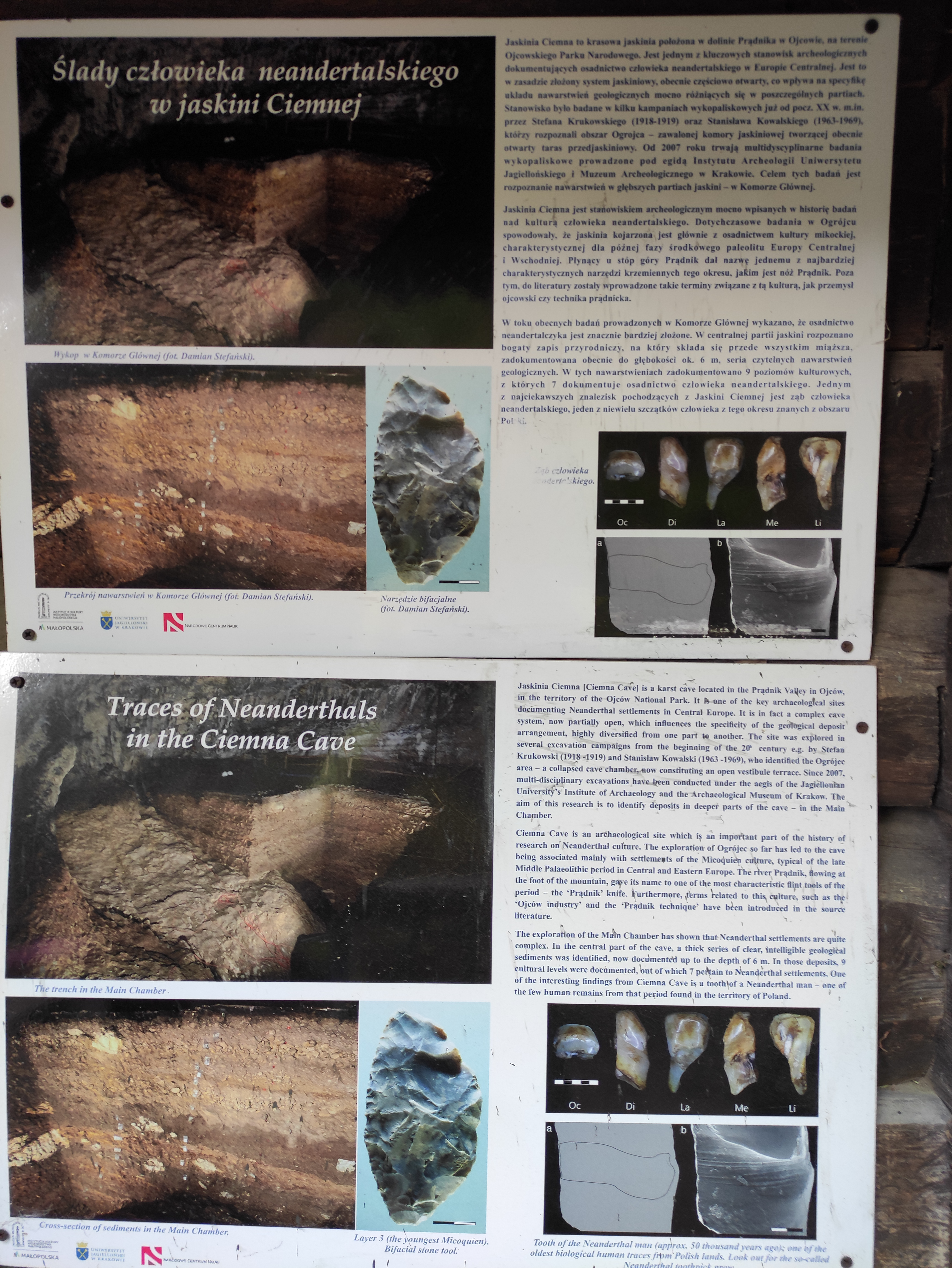
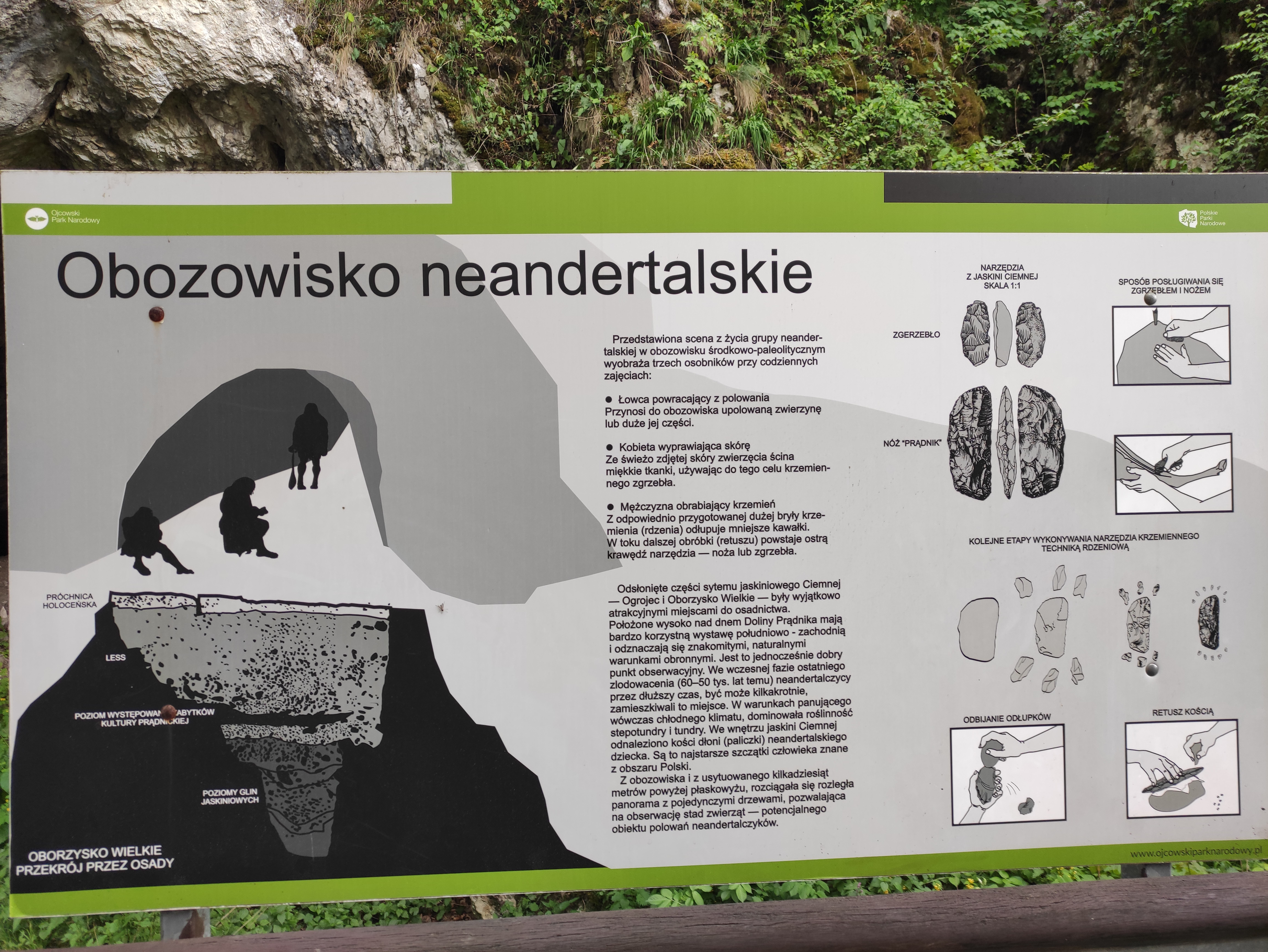
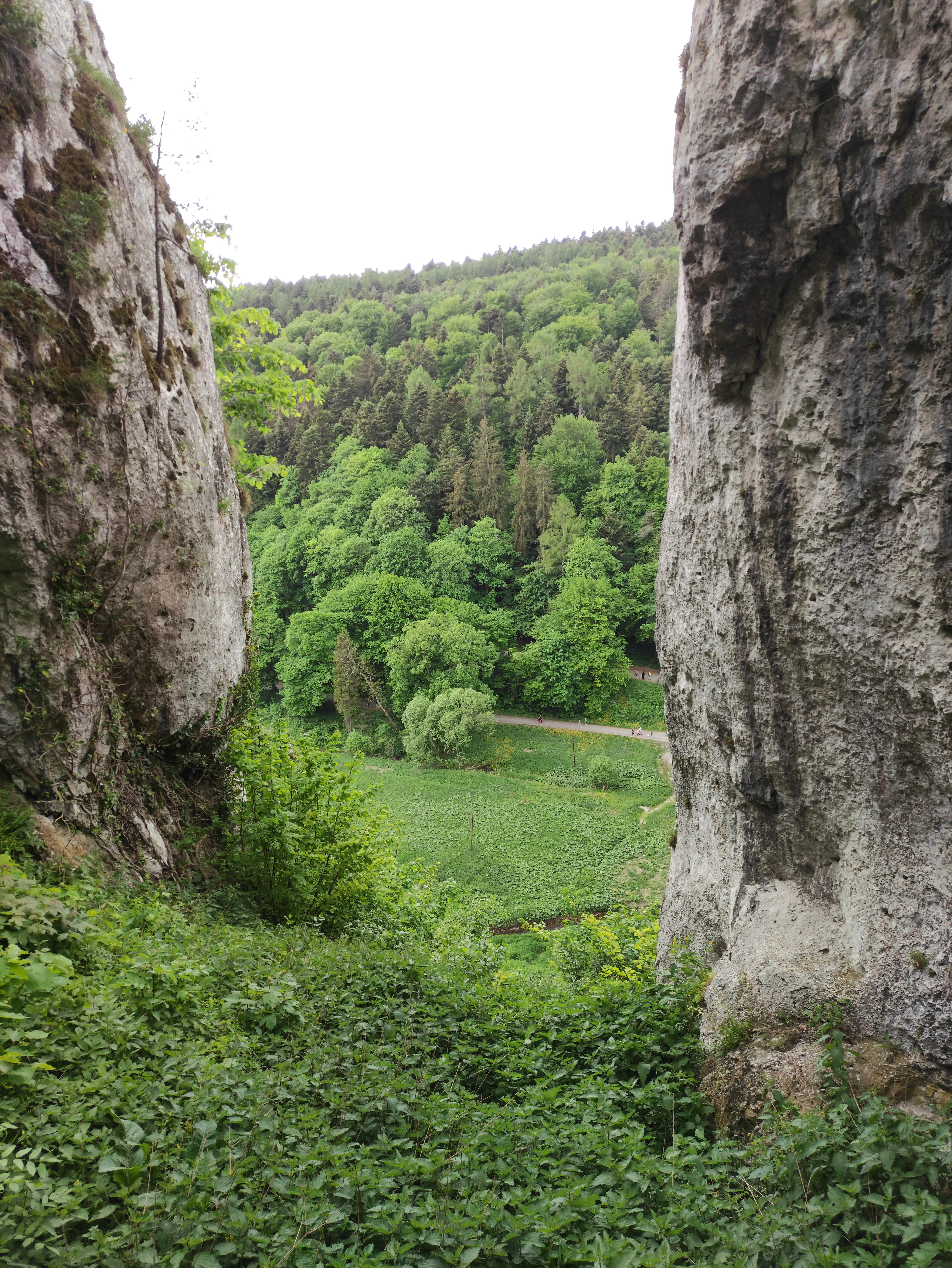